# Mannish Boy
Pour le groupe de David Bowie, voir The Manish Boys.
Singles de Muddy Waters
I'm Ready
(1954) Trouble No More (en)/ Sugar Sweet
(1955)
Clip vidéo
[vidéo] « Muddy Waters - Mannish Boy (Live) », sur YouTube
[vidéo] « Muddy Waters & The Rolling Stones - Mannish Boy (Chicago Live) », sur YouTube
Mannish Boy est un standard du blues de Muddy Waters, enregistré la première fois en single chez Chess Records en 1955. Il s'agit à la fois d'une adaptation et d'une chanson-réponse à I'm a Man de Bo Diddley, qui est elle-même inspirée de Hoochie Coochie Man de Waters et Willie Dixon. Mannish Boy est une composition Chicago blues, sur un rythme en stop-time (en) à un accord, attribuée à Waters, Mel London (en) et Bo Diddley. Elle est en particulier intronisée dans la catégorie Classic of Blues Recordings du Blues Hall of Fame depuis 1986 .

## Versions de Muddy Waters

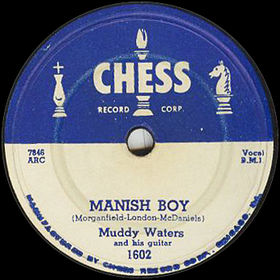
Chess Records

La version originale de Mannish Boy a été enregistrée à Chicago le 24 mai 1955, sous le titre Manish Boy, avec Jimmy Rogers à la guitare, Junior Wells à l'harmonica, Fred Below à la batterie, et une chanteuse non identifiée accompagnent Muddy Waters qui est au chant et à la guitare. Cette version est le seul enregistrement de Muddy Waters entre janvier 1953 et juin 1957 dans lequel Little Walter n'est pas à l'harmonica, et un des rares avec Junior Wells.
Muddy Waters a enregistré plusieurs versions de la chanson durant sa carrière. En 1968, il l'enregistre dans l'album Electric Mud, qui est une tentative de Marshall Chess pour pénétrer le marché du rock. Après son départ de Chess, il l'enregistre sur Hard Again, album produit par Johnny Winter en 1971. Elle est aussi incluse dans l'album live Muddy "Mississippi" Waters – Live (en) de 1979. Waters la joue également lors du concert d'adieu de The Band, The Last Waltz, qui a été filmé.

## Classements et postérité
La chanson a atteint la 5e place durant 6 semaines dans le Billboard R&B chart et a permis la seule apparition de Muddy Waters dans le UK Singles Chart, avec une 51e place.
En 1986, la version originale de Muddy Waters a été introduite au Blues Hall of Fame dans la catégorie Classic of Blues Recordings. Elle est également dans la liste des One Hit Wonders That Shaped Rock and Roll établie par le Rock and Roll Hall of Fame. Mannish Boy est classée 230e dans la liste des Les 500 plus grandes chansons de tous les temps selon Rolling Stone, du magazine Rolling Stone.

## Reprises
Ce standard du blues est réenregistré de nombreuses fois par Muddy Waters, et repris par de nombreux interprètes, dont Roger Daltrey, Jimi Hendrix (album Blues), Paul Butterfield (album The Legendary Paul Butterfield Rides Again) et The Rolling Stones (en concert et sur leurs albums Love You Live et Rarities 1971–2003 (en)).

## Cinéma
- 1990 : Les Affranchis, de Martin Scorsese, avec Robert De Niro
- 1996 : Au revoir à jamais, de Renny Harlin. Le personnage Mitch Henessey (Samuel L. Jackson) l’interprète plusieurs fois en changeant les paroles.
- 2003 : The Blues, série de documentaires musicaux de Martin Scorsese
- 2004 : The Girl Next Door, de Luke Greenfield